# Grijze boomkangoeroe
De grijze boomkangoeroe (Dendrolagus inustus) is een zoogdier uit de familie van de kangoeroes (Macropodidae). De wetenschappelijke naam van de soort werd voor het eerst geldig gepubliceerd door Salomon Müller in 1840.

## Kenmerken
De grijze boomkangoeroe is een grote boomkangoeroe met een grijze vacht. Het gezicht en de oren zijn zwart, en de romp is sterk donkergrijs. De staart is lang en grijs. De kop-romplengte bedraagt 625 tot 770 mm, de staartlengte 615 tot 870 mm, de achtervoetlengte 143 tot 160 mm, de oorlengte 50 tot 60 mm en het gewicht 10600 tot 17000 g.

## Leefwijze
De grijze boomkangoeroe eet voornamelijk bladeren, maar ook wel fruit. In gevangenschap zijn meelwormen en eieren het enige dierlijke voedsel dat deze soort eet.

## Voortplanting
Er worden het hele jaar door jongen geboren. Vrouwtjes krijgen jongen als de buidel leeg is, maar voor de vorige jongen onafhankelijk zijn. Er is een geval van een tweeling bekend, een zeer zeldzaam verschijnsel bij kangoeroes. Vrouwtjes worden waarschijnlijk geslachtsrijp als ze 8500 à 10600 g wegen, mannetjes bij zo'n 12000 g. Deze soort wordt vaak als huisdier gehouden en is in gevangenschap tot op Halmahera bekend.

## Verspreiding
Deze soort komt voor in en rond Nieuw-Guinea op de schiereilanden Vogelkop en Fak Fak en langs de noordkust tot de provincie Sandaun (Papoea-Nieuw-Guinea), op Japen en mogelijk op Salawati en Waigeo. D. inustus behoort samen met de Australische Bennettboomkangoeroe en Lumholtzboomkangoeroe tot een groep primitieve boomkangoeroes, zoals onder andere te zien aan de geringe aanpassing van het bekken aan het leven in bomen.

## Ondersoorten
De grijze boomkangoeroe heeft de volgende ondersoorten:
- Dendrolagus inustus inustus Müller, 1840 – komt voor op het Vogelkopschiereiland en op de Raja Ampat-eilanden.
- Dendrolagus inustus finschi Matschie, 1916 – komt voor langs de noordkust van Nieuw-Guinea en op het eiland Japen.